# Hubert Kucznierz
Hubert Kucznierz (ur. 19 lipca 1937) – polski bokser, reprezentant Polski.
Pięściarstwo uprawiał w klubie Carbo Gliwice. Uczestniczył w mistrzostwach Europy w Belgradzie 1961 roku, gdzie został w wadze lekkośredniej wyeliminowany w swojej pierwszej walce tego turnieju. Startując w mistrzostwach Polski, wywalczył czterokrotnie mistrzostwo kraju (1960, 1961, 1962 w wadze lekkośredniej, 1966 w wadze średniej). Był też brązowym medalistą w 1968 w wadze półciężkiej. W latach 1960–1966 wystąpił siedemnastokrotnie w reprezentacji Polski, 9 walk wygrał, 8 przegrał.